# Norbergs samrealskola
Norbergs samrealskola var en realskola i Norberg verksam från 1937 till 1963. 

## Historia
Skolan inrättades 1920 som en högre folkskola, vilken 1 juli 1937 ombildades till en kommunal mellanskola. Denna ombildades från 1946 successivt till Norbergs samrealskola.
Realexamen gavs från 1938 till 1963.